# 韓雪
韓雪（ハン・シュエ、Hán Xuě、英語名：Cecilia Han、セシリア・ハン　1983年1月11日 - ）は、中華人民共和国の女優、歌手。江蘇省蘇州市姑蘇区出身。身長170cm、体重48kg。血液型A型。

## 経歴
- 6歳で蘇州市児童合唱団に入り、歌唱の基礎を身につけた。十代の時には各地の歌唱大会に出場し入賞を重ねた。
- 2000年10月、オーディション番組「世紀の星」で新人賞を受賞して芸能界に入り、女優業を開始するとともに上海戯劇学院に進む。これまでに「憤怒的胡蝶」「錯愛一生」「喜気洋洋猪八戒」「天外飛仙」などの人気ドラマに出演を重ねている。
- 2004年、アルバム『飄雪』で歌手デビュー。表題曲の「飄雪」は中島美嘉の「雪の華」の北京語カバー曲で中国国内で大ヒットした（新人歌手としては異例の30万枚のセールスを記録）。
- 2006年に中孝介と日中両国語でそれぞれ歌ってデュエットした「記憶 -Last Forever-」を発表。11月9日にパシフィコ横浜で開かれた「中華年記念音楽祭」に出演した。この模様はNHK-BSで放送された。
- 2007年には日中国交正常化35周年を記念した「日中文化・スポーツ交流年」のテーマ曲「言葉はいらない」で再び中孝介とデュエット。秋には日本デビューアルバムの発売をした。
- 2008年8月24日に行われた北京オリンピックの閉会式で、王力宏、陳慧琳、RAINらと共にステージに立ち、菊地圭介作曲の「北京　北京　我愛北京」を歌った。

## 主要作品

### アルバム
- 『飄雪』（2004年10月） - 表題曲「飄雪」は中島美嘉「雪の華」のカバー。
- 『夏、恋情』（2006年3月） - 1曲目に収録の「愛的出路」は中島美嘉「FIND THE WAY」のカバー。
- 『狂想的旅程』（2007年10月）日本国内盤はソニー・ミュージックエンタテインメントより11月21日に発売。収録曲「紫羅蘭」は中孝介「花」のカバー。

### 参加作品（日本）
- 中孝介『なつかしゃのシマ』 - 「記憶 -Last Forever-」を収録
- 中孝介『種をまく日々』 - 「言葉はいらない」を収録

## 出演
テレビドラマ
- 運命のいたずら（2005年）
- 曹操（2012年） - 貂蝉 役
- イップ・マン（2012年）
- 醉玲珑（英文：Lost Love in Times）（2016年）

その他
- NHK-BS2「中華年記念音楽祭」（2006年12月30日OA）
- NHK-BS2「日中スーパーライブ in 北京」（2007年4月12日OA）
- NHK教育「中国語会話」（2007年9月3日OA）
- NHK-BS2「2007 日中文化・スポーツ交流年 グランドフィナーレ・コンサート」（2007年12月24日OA,2007年11月29日北京人民大会堂で収録）